# Infektiologie
Die Infektiologie (abgeleitet von „Infektion“) oder Infektologie (von lateinisch inficere), auch  Infektionslehre oder Infektionsmedizin, ist die Lehre vom Gesamtgebiet der Infektionen und der Infektions- und Infestationskrankheiten. Sie ist eine interdisziplinäre Wissenschaft in den Bereichen Biologie und Medizin, die sich mit der Erforschung, Verhütung und Behandlung viraler, bakterieller, mykotischer,  protozoaler und metazoisch-parasitärer Infektionen beim Menschen beschäftigt. Auf staatlicher Ebene ist in Deutschland das Robert Koch-Institut in Berlin, im Geschäftsbereich des Bundesministeriums für Gesundheit, bei der Gesundheitsüberwachung und Hygiene führend.

## Infektiologische Grundlagenforschung
Die Grundlagenforschung erfolgt in der Infektionsbiologie (Bakteriologie, Virologie, Parasitologie und Immunologie), in der klinischen Infektiologie und in der Epidemiologie. In Deutschland sind daran u. a. Institute von Universitäten, der Max-Planck-Gesellschaft und der Helmholtz-Gemeinschaft beteiligt.

## Medizinische Infektiologie

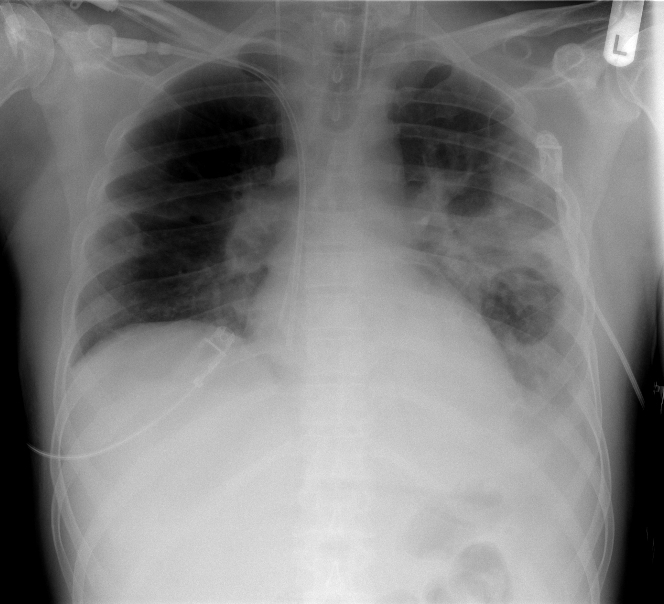
Röntgen des Brustkorbes: 37-jähriger Mann mit Lungenentzündung

Die ambulante und klinische Versorgung von Patienten mit Infektionskrankheiten erfolgt in der medizinischen Infektiologie. Bei Infektionen mit hochansteckenden Erregern werden die Patienten in speziellen Isolierstationen behandelt.

### Klinisch bedeutsame Infektionserkrankungen (Auswahl)
- Lungenentzündung
- HIV/AIDS
- Durchfallerkrankungen
- Tuberkulose
- Hirnhautentzündung
- Hepatitis
- Malaria
- Virales hämorrhagisches Fieber
- Lyme-Borreliose

### Infektiologische Kliniken

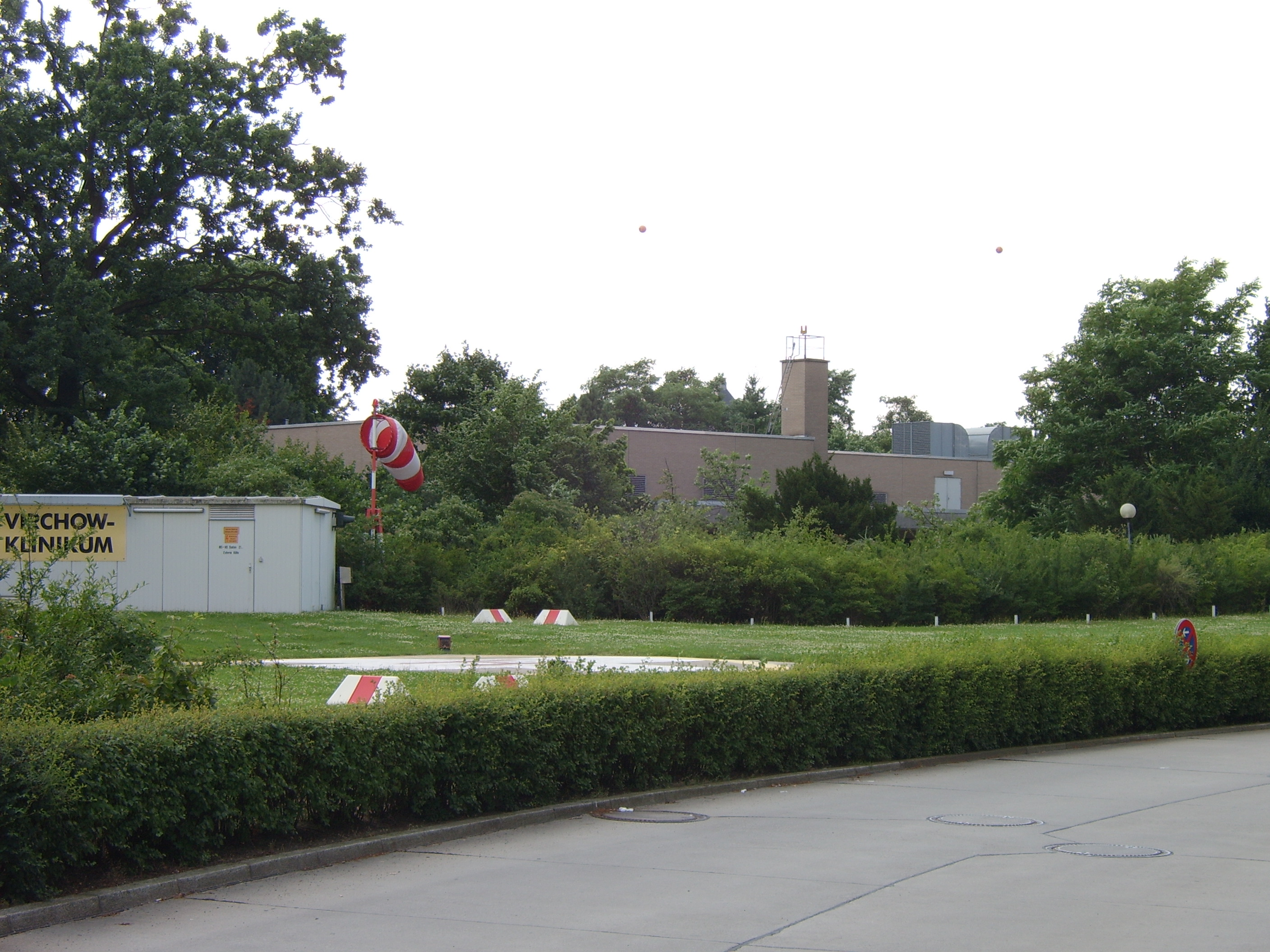
Sonderisolierstation der Medizinischen Klinik mit Schwerpunkt Infektiologie und Pneumologie der Charité

- Medizinische Klinik mit Schwerpunkt Infektiologie und Pneumologie der Charité in Berlin: Die Klinik wurde 1891 von Robert Koch gegründet. Hier ist der einzige deutsche Lehrstuhl für klinische Infektiologie und die größte deutsche Sonderisolierstation für hochansteckende Krankheiten angesiedelt.
- Bernhard-Nocht-Institut und Klinik in Hamburg: Die Klinik wurde 1900 speziell zur Behandlung von Tropenkrankheiten gegründet.
- Zentrum für Infektionsmedizin und Krankenhaushygiene am Universitätsklinikum Jena: Das Zentrum betreut im Rahmen eines klinikumsweiten Konsiliardienstes und einer Spezialambulanz Patienten mit verschiedenen Infektionskrankheiten nach dem aktuellen Stand der Wissenschaft. Der Forschungsschwerpunkt sind neue Strategien gegen Infektionen durch multiresistente Erreger.

## Ärztliche Qualifikation

### Facharztbezeichnung Infektiologe
Nach der Muster-Weiterbildungsordnung 2018 kann in Deutschland als Infektiologe/Infektiologin tätig werden, wer über die  Anerkennung als Facharzt für Innere Medizin und Infektiologie verfügt.

### Zusatzweiterbildung Infektiologie
Die Zusatzweiterbildung Infektiologie ist eine in der Musterweiterbildungsordnung aufgeführte Zusatz-Weiterbildung im Fach Infektiologie für Fachärzte in einem Gebiet der unmittelbaren Patientenversorgung oder in Mikrobiologie, Virologie und Infektionsepidemiologie oder in Hygiene und Umweltmedizin.